# Sito palafitticolo San Sivino-Gabbiano
Il sito palafitticolo San Sivino-Gabbiano è situato nella località omonima del comune di Manerba del Garda, in provincia di Brescia.

## Storia
L'insediamento fu scoperto nel 1971 da sommozzatori di Desenzano del Garda e negli anni successivi furono effettuati i rilievi sui pali in legno di quercia. La palafitta si estendeva sulla riva del lago di Garda per circa 150 metri ed era sommersa dall'acqua.
I materiali rinvenuti sono costituiti da ceramica e bronzi e sono esposti nel Museo civico della Valtenesi di Manerba del Garda.
Dai materiali rinvenuti e gli esami dendrocronologici si deduce che le palafitte risalgono all’antica e la media età del Bronzo (2200-1400 a.C.).